# Pietro Martire Sangervasi
Pietro Martire Sangervasi (zm. 19 sierpnia 1545) – włoski dominikanin, teolog i inkwizytor.
Pochodził z Brescii. Wstąpił do zakonu dominikanów i w latach 1542–1543 sprawował urząd papieskiego inkwizytora dla diecezji Brescii. 16 października 1542 papież Paweł III wezwał go do Rzymu i mianował Mistrzem Świętego Pałacu. Sprawował ten urząd aż do śmierci.